# Oxyde d'europium(II)
Pour les articles homonymes, voir Oxyde d'europium.
L'oxyde d'europium(II), de formule EuO, est l'oxyde d'europium dans lequel l'europium est au nombre d'oxydation II.

## Préparation
L'oxyde d'europium(II) peut être préparé par réduction de l'oxyde d'europium(III) par l'europium élémentaire à 800°C suivi d'une distillation sous vide à 1150°C :
Eu2O3 + Eu → 3 EuO
Il est également possible de le synthétiser par la réaction de oxychlorure d'europium et de l'hydrure de lithium :
2 EuOCl + 2 LiH → 2 EuO + 2 LiCl + H2
En recherche moderne, des films minces peuvent être fabriqués par épitaxie par jet moléculaire directement à partir d'atomes d'europium et de molécules d'oxygène. Ces films ont une contamination en Eu3+ inférieure à 1 %,.

## Propriétés
L'oxyde d'europium(II) est un composé violet sous forme de cristal massif et bleu transparent sous forme de film mince. Il est instable en atmosphère humide, se transformant lentement en hydrate d'hydroxyde d'europium(II) jaune puis en hydroxyde d'europium(III) blanc. EuO cristallise dans une structure cubique NaCl avec un paramètre de maille a = 0,5144 nm. Le composé est souvent non-stœchiométrique, contenant jusqu'à 4% d'Eu3+ et de faibles quantités d'europium élémentaire. Cependant, depuis 2008 des films cristallins d'EuO de haute pureté peuvent être préparés dans des conditions d'ultra-vide. Ces films ont des tailles de cristallite d'environ 4 nm.
L'oxyde d'europium(II) est ferromagnétique avec une température de Curie de 69,3 K. Avec l'ajout d'environ 5-7 % d'europium élémentaire, celle-ci monte à 79 K. Il présente également une magnétorésistance colossale, avec un accroissement très important de la conductivité en-dessous de la température de Curie. Une autre façon d'augmenter la température de Curie est le dopage avec du gadolinium, de l'holmium ou du lanthane.
L'oxyde d'europium(II) est un semi-conducteur avec une largeur de bande interdite de 1,12 eV.

## Applications
À cause des propriétés de l'oxyde d'europium(II), de fines couches d'oxyde déposées sur du silicium sont envisagées pour fabriquer des filtres de spin. Les matériaux pour filtre de spin (en) permettant seulement aux électrons d'un certain spin de passer, les électrons de spin opposé étant bloqués.